# Ptolemaiosz világtérképe

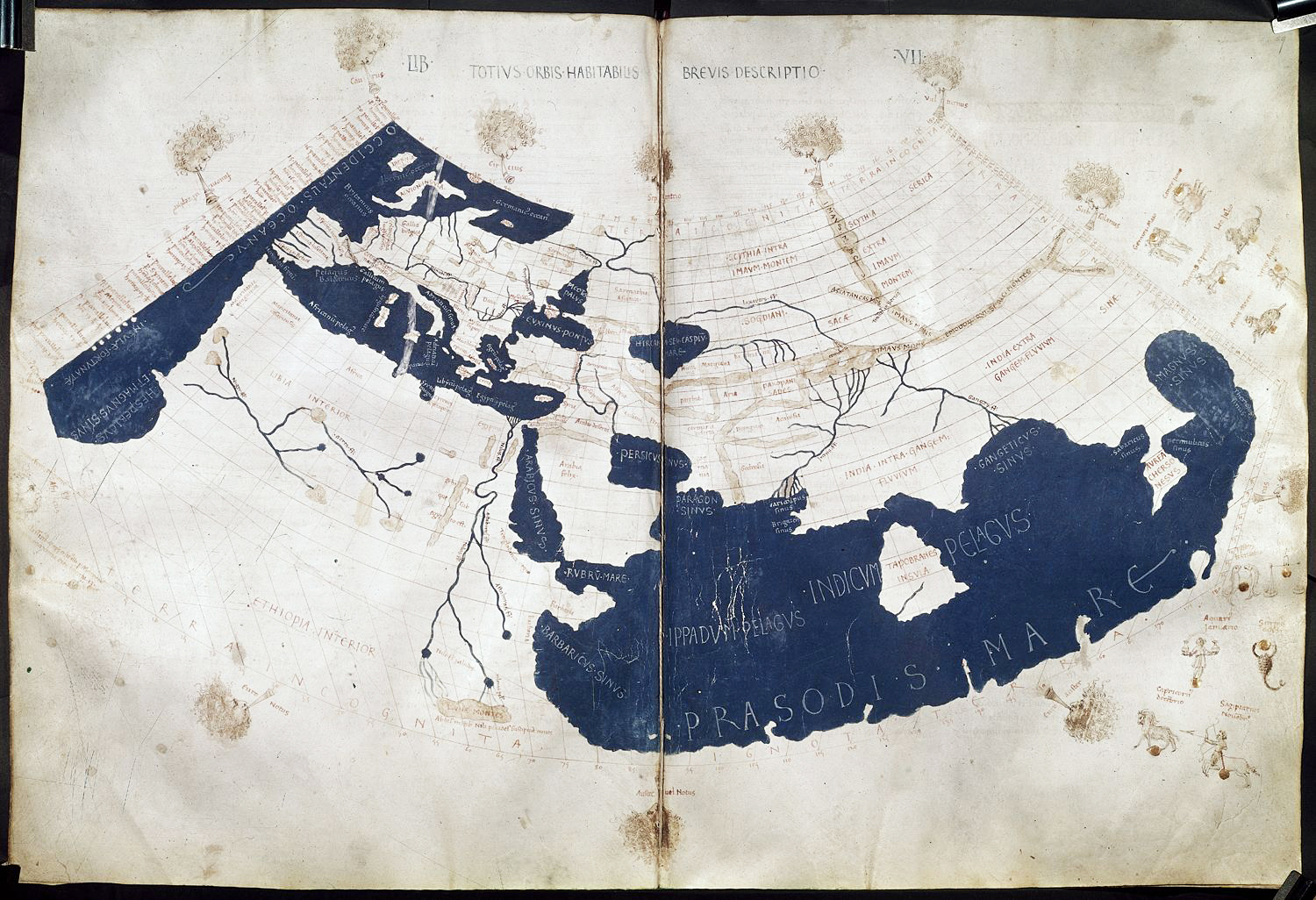
Klaudiosz Ptolemaiosz világtérképe, rekonstrukció Geographia című könyve (kb. 150) alapján, ahol „Sinae” (Kína) a jobb szélen látható, a túlméretezett „Taprobane” (Srí Lanka szigete) és az „Aurea Chersonesus” (délkelet-ázsiai félsziget) mögött

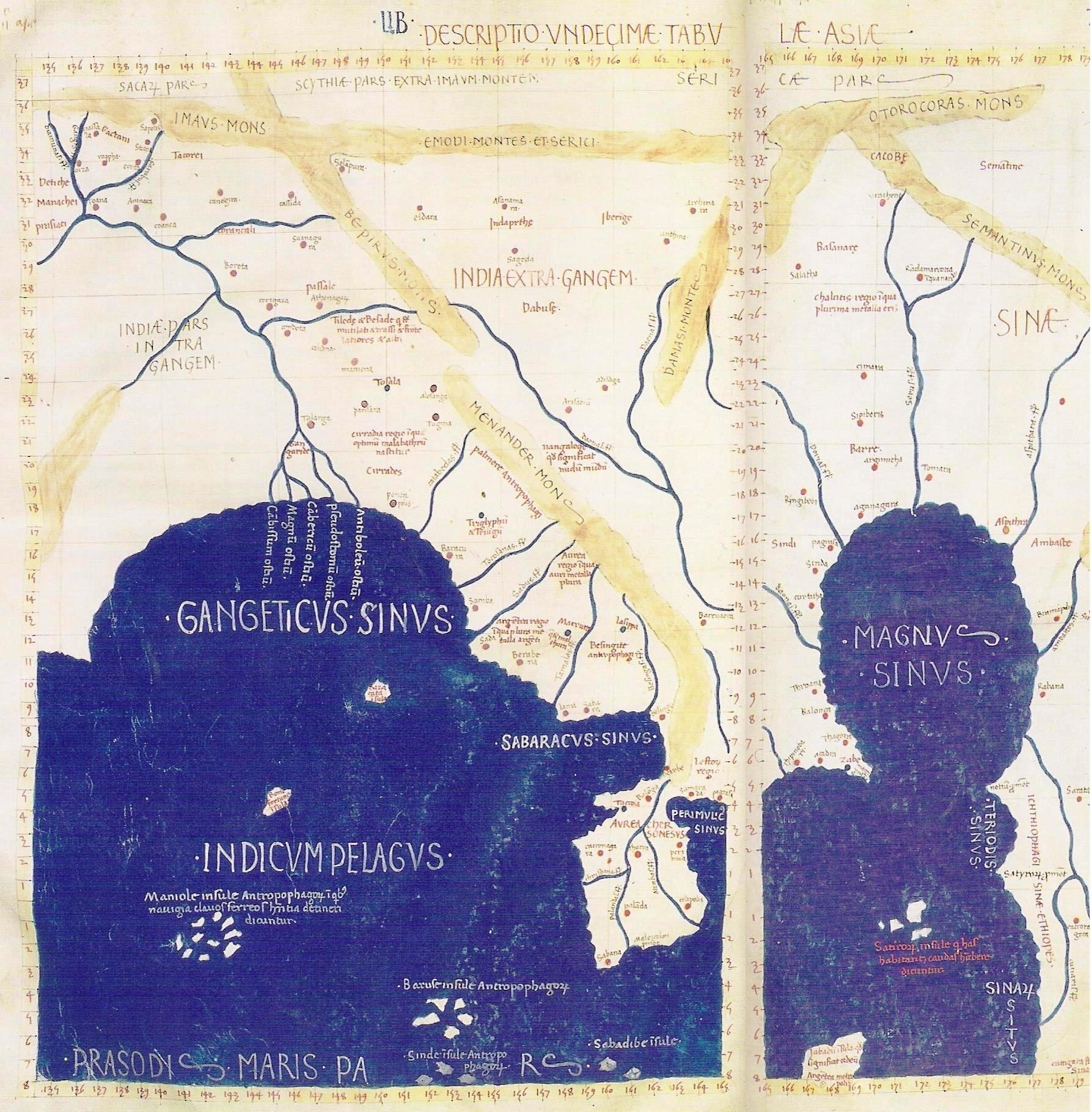
Kelet-Ázsia és Délkelet-Ázsia a ptolemaioszi világtérképen. A gangeszi öböl (Bengáli-öböl) balra, a délkelet-ázsiai félsziget középen, a Dél-kínai-tenger jobbra, „Sinae”-val (Kínával)

Ptolemaiosz világtérképe az ókorban ismert világ térképe, melyet a Klaudiosz Ptolemaiosz fennmaradt könyve, a Geographia alapján állítottak össze. A könyv valamikor 150 körül keletkezett. Bár az eredeti térkép soha nem került elő, a Geographia részletes leírást tartalmaz az addig feltérképezett területekről, az „Óvilágról”, így a könyv leírásait követve újra lehetett a térképet szerkeszteni. Az eredeti kézirat körülbelül 1300-ban került elő. A kézirat legfontosabb hozzájárulása a kartográfiához az égi jelek alapján való hosszúsági és szélességi koordináták bevezetése. Amikor a Geographiát görögből latinra fordították és a tizenötödik század elején bevezették Nyugat-Európában, a globális koordináták használata forradalmasította az addigi európai térképészetet, ugyanakkor számos tudományos felfedezés alapjául is szolgált.

## A térkép tartalma
A térkép két nagy zárt tengert különböztet meg. Az első a Földközi-tengernél kezdődik, a második pedig az Indiai-óceánnál (Magnus Sinus) keleten. 
A fontosabb földrajzi nevek: Európa, a Közel-Kelet, India a túlméretezett Srí Lankával (Taprobane), a délkelet-ázsiai félsziget (Aurea Chersonesus vagy „Arany félsziget”), fölötte pedig Kína (Sinae) helyezkedik el. 
A Geographia és a belőle származtatott térképek valószínűleg a Római Birodalom keletre tartó terjeszkedésben is fontos szerepet játszottak. Az Indiai-óceánon való kereskedelmi utak már a II. században kialakultak, ezt India partjain a számos római kikötőrom bizonyítja. Ezekről a római kikötőkről a 166 tájékán keletkezett kínai hivatalos feljegyzések is tanúskodnak.
Gudmund Schütte Dán történész megkísérelte a Ptolemaiosz-térkép Dániát ábrázoló részét rekonstruálni. Ez a térképrészlet több helység és törzs nevét is tartalmazza.  A legérdekesebb részei a térképnek az Elba-folyótól (Albis) északra fekvő Jutland félsziget, nyugaton a Saxonôn Nesôi (Νησοι) (Szigetvilág), keleten a Skandiai Nêsoi, amely egy Skandia nevű nagyobb szigettől nyugatra fekszik.
Északra Jutlandtól egy harmadik Alokiai Nêsoi nevű szigetvilág fekszik. Délre Albis, a Lombardok és tőlük északra a Szaxonok találhatóak.  Jutland nyugati partvidékén a Sigulônes és a Sabaliggiók, a Kobandoi, a Eundusioi, legészakabbra pedig a Kimbroik találhatók. A középső és a keleti területen a Kimbrikê, a Chersonêsos és a Charudes nép látható.

## Ptolemaiosz-világtérképek a neten
- Baltic Sea to Black Sea: Auarini, Chuni; Russia, Sarmatia: Suardeni, Matheri Archiválva 2017. február 11-i dátummal a Wayback Machine-ben
- Waldseemuller térképe nagy felbontásban
- Bill Thayer fordítása (részletek)
- Szármáciáról és a szármatákról
- Ptolemaiosz I-III. könyve görög eredetiben